# Inge de Bie
Inge de Bie - Poels (Roermond, 29 maart 1966) is een Nederlandse kinderboekenschrijfster en leerkracht in het basisonderwijs.

## Biografie
Na de Havo ging De Bie naar de Academie voor de Journalistiek in Tilburg, maar zij voltooide de opleiding aan de School voor Journalistiek in Utrecht. Na enige tijd als freelancer voor onder meer het tijdschrift Viva te hebben gewerkt, besloot zij de Pabo te gaan volgen. Sinds 1994 werkt zij in het basisonderwijs.
In 2005 begon De Bie met het schrijven van korte verhalen en romans In eerste instantie schreef zij ook voor volwassenen, maar de laatste jaren hoofdzakelijk voor kinderen. In 2009 debuteerde zij met het boek Broodje Koosburger.

## Prijs
- In 2006 won De Bie de eerste prijs in een crimeverhalenwedstrijd van uitgeverij Ellessy.

### Boeken
- Broodje Koosburger. Over vier kwaaie koppen & een geheime club. The House of Books, 2009.
- Dierenroof. The House of Books, 2010.
- Jess - de boot en de engerd. The House of Books, april 2011.
- Jess - de haven en de helden. The House of Books, oktober 2011.

### Verhalen
- De stomme toverstaf. In de bundel Heksen, trollen en glazen bollen. Gottmer, 2005.
- De vrouw in het riet. Ellessy crime, 2006.
- Kammetje, NCRV, 2007 (verfilmd door de NCRV).
- Wat hoor ik toch? In de bundel Eindelijk vakantie. The House of Books, 2009.
- Schaduwland. In de bundel Lekker griezelen. The House of Books, 2010.

- Gemeinsame Normdatei: 1025011244
- International Standard Name Identifier: 0000 0003 6882 1932
- Nederlandse Thesaurus van Auteursnamen: 318774038
- Virtual International Authority File: 287848027
- WorldCat: E39PBJkdpQ8Jf8TwQqhDw3xdQq